# جوسيب ماريا ماوري
جوسيب ماريا ماوري (بالإسبانية: Josep Maria Mauri)‏ هو رجل دين وسياسي إسباني، ولد في 21 أكتوبر 1941 في إسبانيا.